# Gabino Miranda Melgarejo
Gabino Miranda Melgarejo (ur. 19 lutego 1960 w Piscaya, Peru) – biskup pomocniczy Archidiecezji Ayacucho w latach 2004–2013.

## Życiorys
Gabino Miranda Melgarejo przyjął 17 grudnia 1987 sakrament święceń kapłańskich. Pracował duszpastersko w parafiach archidiecezji Ayacucho, był także rektorem miejscowego seminarium.
3 lipca 2004 został mianowany przez Jana Pawła II biskupem pomocniczym Archidiecezji Ayacucho. Sakrę biskupią otrzymał 21 sierpnia 2004, z rąk biskupa Luisa Abilio Sebastiani Aguirre.
19 września 2013 został usunięty ze stanowiska, oskarżony o pedofilię. Wbrew doniesieniom prasowym, nie jest on wiernym Prałatury Opus Dei. 27 września został wydalony ze stanu kapłańskiego przez papieża Franciszka.
Biskup nie przyznaje się do winy.